# Jan Koopman

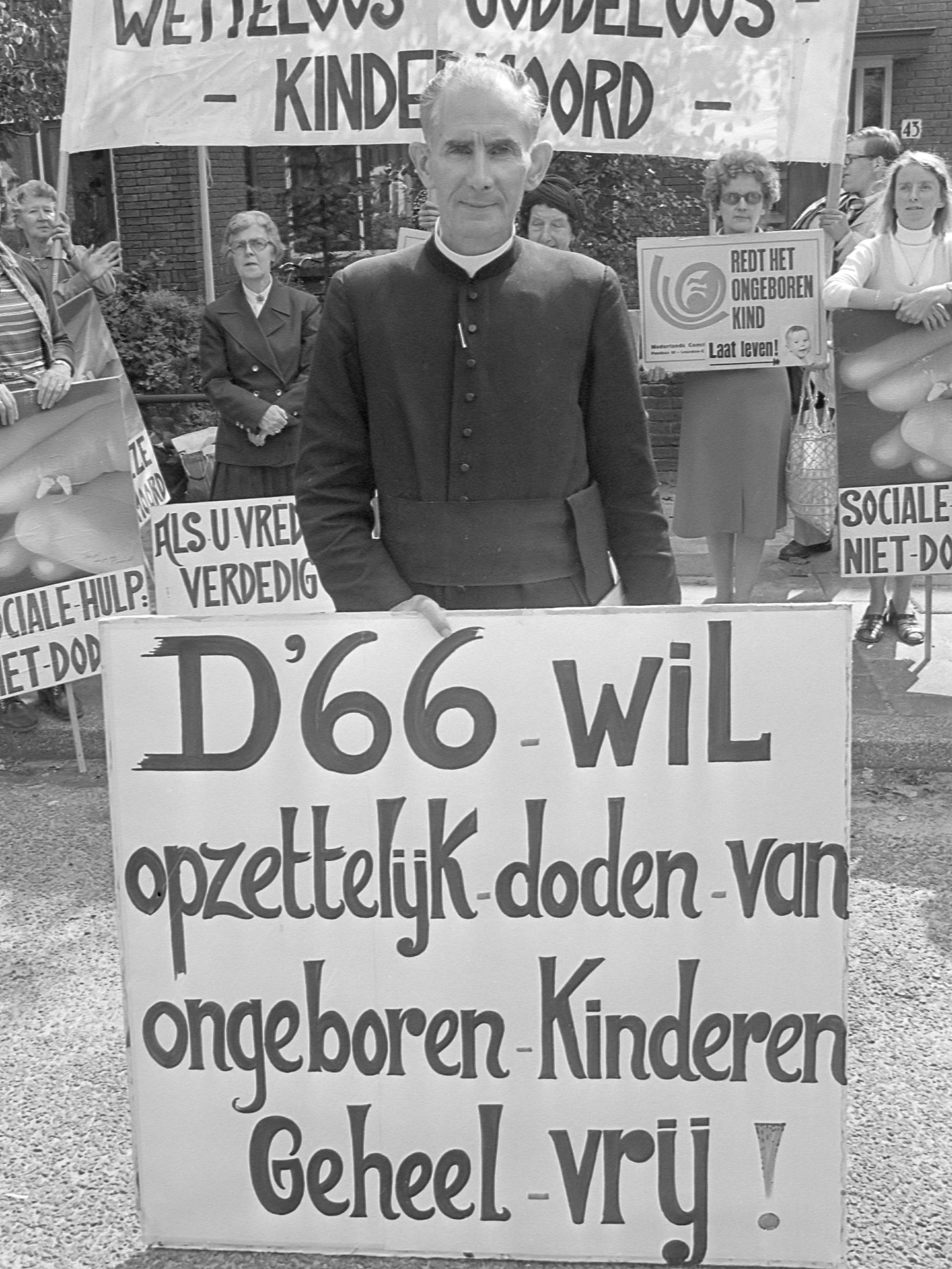
Pater Koopman voor het huis van D66 Tweede Kamerlid mevrouw Wessel (1977)

Jan Koopman, s.s.s. (Spierdijk, Gemeente Berkhout, 23 augustus 1920 – Nijmegen, 20 mei 1997) was een Nederlandse katholieke geestelijke, missionaris en lid van de Congregatie van het Allerheiligst Sacrament. Hij genoot vooral bekendheid door zich tot zijn dood in te zetten tegen abortus provocatus.
Pater Koopman werd als zoon van een bollenboer geboren in een gezin van tien kinderen. In de oorlogsjaren was hij actief in het verzet waarvoor hij in 1980 een koninklijke onderscheiding kreeg. Van 1968 tot 1973 was hij een missionaris in Brazilië. In 1973 richtte hij de Stichting voor Recht Zonder Onderscheid (STIREZO) op, die het kader zou vormen van zijn vele prolifeactiviteiten. Deze naam was een persiflage op de Stichting voor Medische Verantwoorde Zwangerschapsonderbreking (Stimezo) die in 1970 was opgericht. 
Hij was de eerste die in 1974 demonstreerde nabij abortusklinieken en er pro-lifefolders uitdeelde. De pater voerde spraakmakende acties uit. Op de feestdag van de Onschuldige Kinderen klom hij in de Martinikerk (Groningen) om illegaal de klokken te luiden. In Amsterdam besteeg hij een hoogwerker. Iedere tweede dinsdag in de maand liet pater Koopman van zich horen op het Binnenhof, waar hij door een grote menigte werd vergezeld. In de media was de katholiek de voornaamste woordvoerder van de Pro-life-beweging, samen met de gereformeerde Bert Dorenbos. 
Niet alleen abortus werd door pater Koopman aangeklaagd. De film The Last Temptation of Christ kon in 1987 op zijn misgunst rekenen: "Een godslasterlijke film zien berokkent grote geestelijke schade; voor ieder persoonlijk is het leven enkele reis en definitief: eeuwig heil of onheil."
Pater Koopman overleed in 1997. Zijn slechte gezondheid was slechts bij intimi bekend. Zijn werk werd voortgezet door Frans van Winden en Jan de Hommel.
- International Standard Name Identifier: 0000 0004 5285 4948
- Nederlandse Thesaurus van Auteursnamen: 391117610
- Virtual International Authority File: 317290877
- WorldCat: E39PBJcBTd44VRfYvMWtCyhCQq